# Munții Siberiei de Sud
Munții Siberiei de Sud   sunt munți înalți situați în sudul Siberiei care ajung din Rusia până la granița cu Mongolia și China. Ei au o lungime de peste 3000 de km. Munții se continuă spre vest cu bazinul Dzungaria care se află pe teritoriul provinciei Xinjiang (China), spre est cu Platoul Mongol, iar la nord cu Câmpia Siberiei de Vest și Platoul Siberian Central.

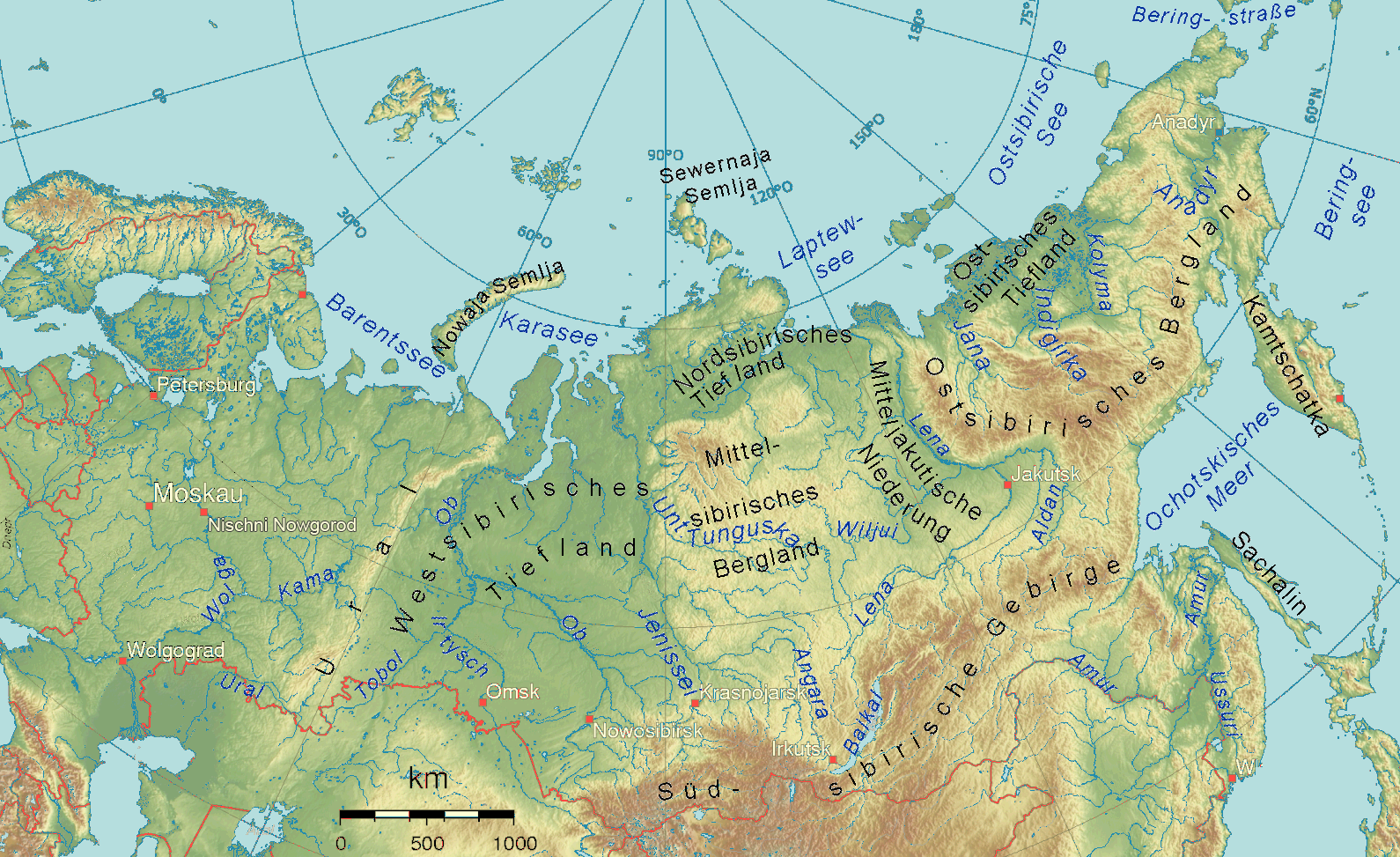
1-Câmpia Siberiei de Est, 2-Munții Siberiei de Est, 3-Depresiunea Centrală Iacută, 4-Platoul Siberian Central, 5-Câmpia Siberiei de Nord, 6-Câmpia Siberiei de Vest, 7-Munții Siberiei de Sud.

## Munți
- Altai
- Altaiul Kuznetk
- Munții Saian
- Munții Tannu-ola
- Munții Baikal
- Munții Iablonov
- Platoul Vitim
- Platoul Staionovo
- Platoul Aldan
- Munții Staionovo

## Ape
- Irtiș
- Ob
- Enisei
- Lena
- Lacul Baikal

## Orașe
- Krasnoiarsk,
- Angarsk,
- Irkutsk,
- Ulan-Ude,
- Cita,